# Szczecin Zdunowo

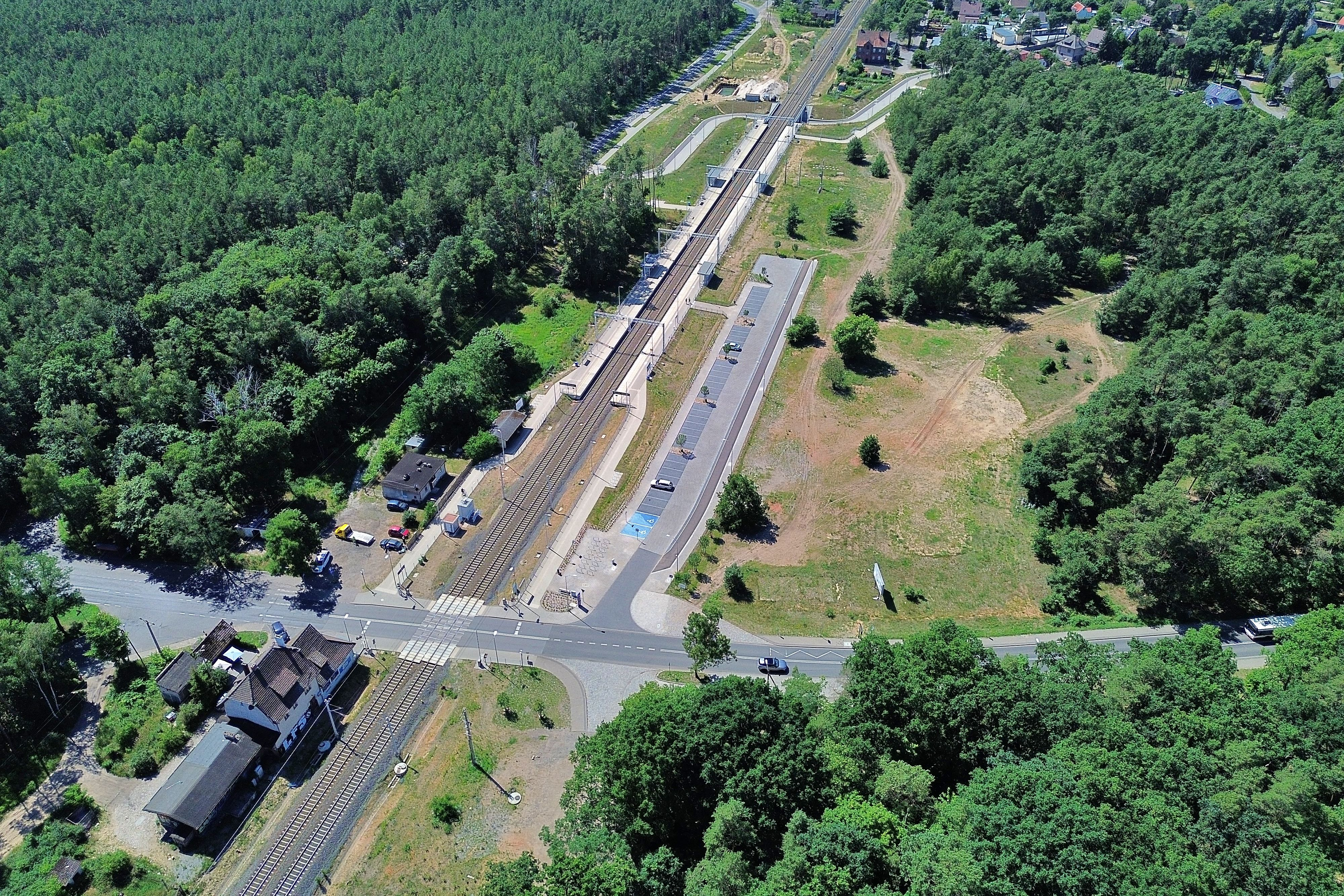
Przystanek kolejowy Szczecin Zdunowo (po modernizacji) - widok od strony wschodniej

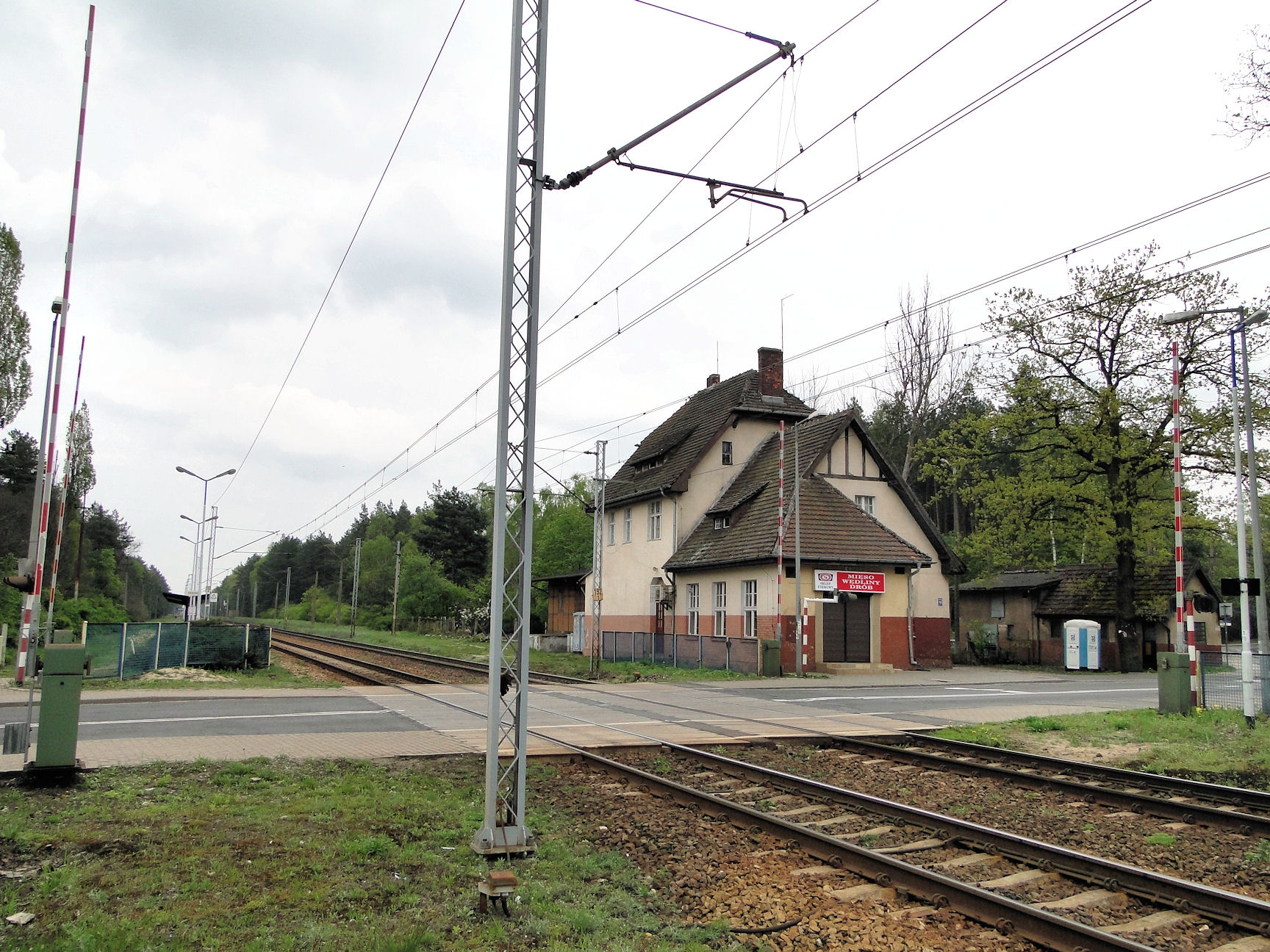
Szczecin Zdunowo (przed modernizacją)

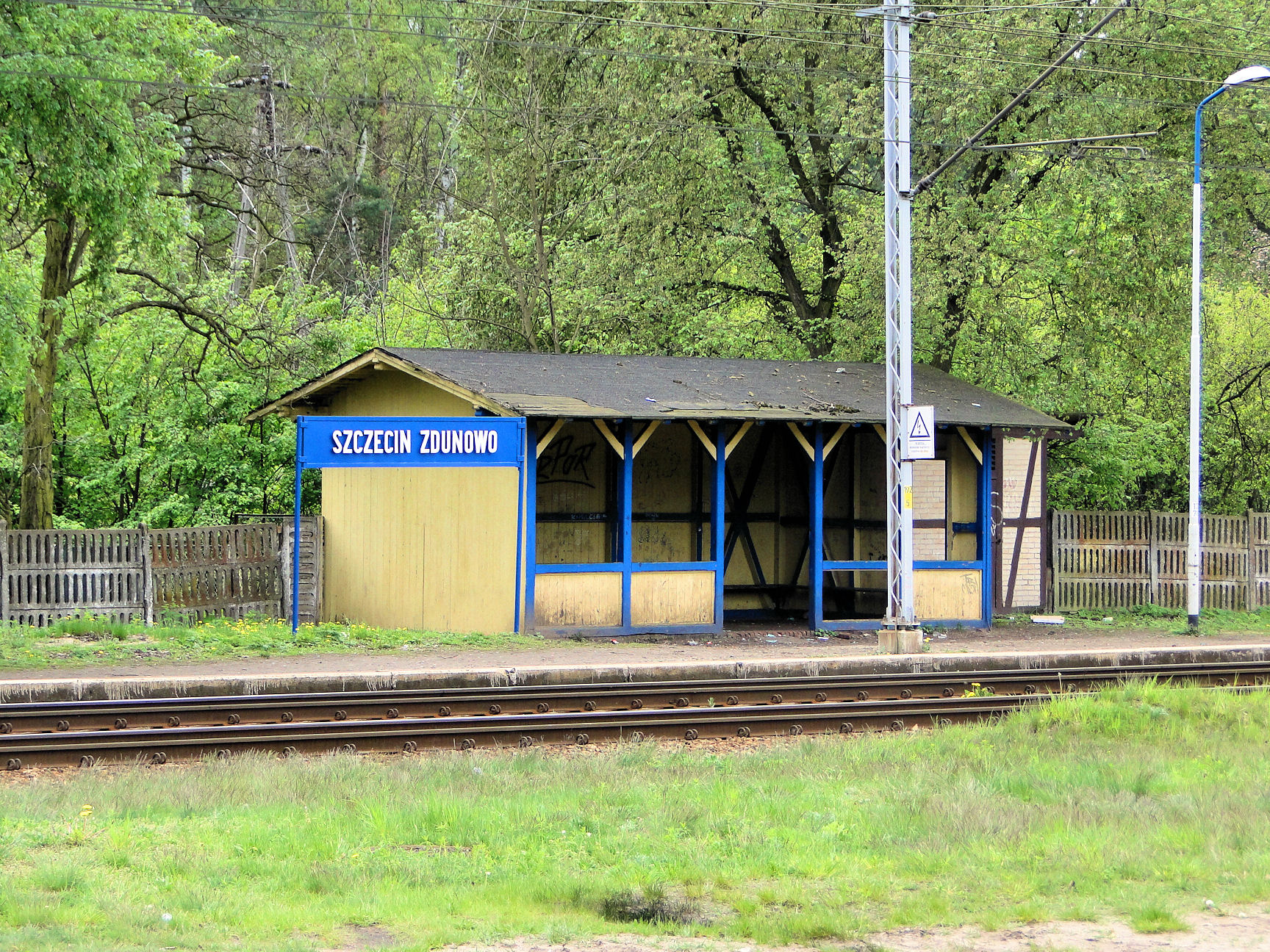
Drewniana wiata przystankowa

Szczecin Zdunowo – kolejowy przystanek osobowy na styku szczecińskich osiedli Zdunowo i Wielgowo. Położony jest przy ul. Sokołowskiego.

## Ruch pasażerski
| Rok  | Wymiana pasażerska na dobę |
| ---- | -------------------------- |
| 2017 | 200-299                    |
| 2022 | 300-499                    |

Odległość od dworca do ważniejszych stacji w pobliżu:
- Szczecin Dąbie: 6,4 km
- Stargard: 18,7 km
- Szczecin Główny: 21,4 km (przez Dziewoklicz)

Stacje sąsiadujące (czynne):
- Reptowo: 6,3 km

## Informacje ogólne
Na przystanku osobowym Szczecin Zdunowo zatrzymują się tylko pociągi osobowe. Jest położony na linii do Stargardu, nieopodal granicy miasta i Puszczy Goleniowskiej. Niemiecka nazwa (Hohenkrug-Augustwalde) oznacza w tłumaczeniu Zdunowo-Wielgowo. Najbliżej zlokalizowane przystanki ZDiTM to „Zdunowo Dworzec” (na południe od stacji) i „Wielgowo” (na północ).